# Quand Dieu ricane (nouvelle)
Pour l’article homonyme, voir Quand Dieu ricane.
Quand Dieu ricane (titre original : When God Laughs) est une nouvelle de Jack London publiée aux États-Unis en 1907.

## Historique
La nouvelle est publiée initialement dans le magazine littéraire The Smart Set en janvier 1907, avant d'être reprise dans le recueil When God Laughs and Other Stories en janvier 1911.

## Éditions

### Éditions en anglais
- When God Laughs, dans le magazine littéraire The Smart Set, mensuel, janvier 1907.
- When God Laughs, dans le recueil When God Laughs and Other Stories, un volume chez  The Macmillan Co, New York, janvier 1911.

### Traductions en français
- Quand les Dieux s'amusent, traduction de Louis Postif, in Candide, journal, 6 novembre 1930.
- Quand Dieu s'amuse, traduction de Louis Postif, in Les Condamnés à vivre, recueil, 10/18, 1974.
- Quand Dieu ricane, traduction de Louis Postif, revue et complétée par Frédéric Klein, in Quand Dieu ricane, recueil, Phébus, 2005.

## Sources
- (en) Jack London's Works by Date of Composition
- http://www.jack-london.fr/bibliographie